# Elsa Marpeau
Œuvres principales
- Recherche au sang
- Les Yeux des morts
- L'Expatriée

Elsa Marpeau, née le 10 août 1975 à Ancenis (Loire-Atlantique), est une romancière et scénariste française.

## Biographie
Elsa Marpeau a grandi à Nantes. A seize ans, répondant à une annonce de rencontre d'une Lolita ressemblant à Louise Brooks, dans Libération, elle entame une relation avec Roland Jaccard, éditeur aux PUF et spécialiste d'Emil Cioran, qui la conseille pour ses études, et avec qui elle rompt lorsqu'elle ne se reconnait pas dans son ouvrage autobiographique qu'elle juge médiocre. Ancienne élève de l'école normale supérieure de la rue d'Ulm à Paris, elle est agrégée de lettres modernes et titulaire d'une thèse sur le théâtre du XVIIe siècle. Elle a vécu à Singapour, d'où elle a tiré son récit en forme d'autobiographie fictive L'Expatriée (prix Plume de Cristal 2013 et prix Transfuge 2015).
Elle est annoncée comme participante à la 26e édition de Noir sur la ville à Lamballe-Armor.

## Œuvres

### Romans
- Recherche au sang, Le Félin, 2003Prix Carrefour savoirs du premier roman 2003
- Les Yeux des morts, Gallimard, coll. « Série noire », 2010, 272 p.  (ISBN 978-2-07-012838-9)Prix du Roman noir BibliObs/Nouvel Obs 2011[5], prix Sang d'Encre des Lycéens 2011
Réédition, Gallimard, coll. « Folio policier » no 656, 2012 320 p. (ISBN 978-2-07-044671-1)
- Black blocs, Gallimard, coll. « Série noire », 2012, 336 p.  (ISBN 978-2-07-013567-7)Réédition, Gallimard, coll. « Folio policier » no 862, 2018 368 p. (ISBN 978-2-07-278986-1)
- L'Expatriée, Gallimard, coll. « Série noire », 2013, 272 p.  (ISBN 978-2-07-013964-4)Prix Plume de Cristal 2013, prix Transfuge 2015[6]
Réédition, Gallimard, coll. « Folio policier » no 736, 2014 288 p. (ISBN 978-2-07-045903-2)
- Et ils oublieront la colère, Gallimard, coll. « Série noire », 2015, 240 p.  (ISBN 978-2-07-014813-4)Réédition, Gallimard, coll. « Folio policier » no 831, 2017 304 p. (ISBN 978-2-07-271077-3)
- Les Corps brisés[7],[8], Gallimard, coll. « Série noire », 2017, 240 p.  (ISBN 978-2-07-272742-9)Réédition, Gallimard, coll. « Folio policier » no 880, 2019 304 p. (ISBN 978-2-07-284068-5)
- Son autre mort, Gallimard, coll. « Série noire », 2019, 288 p.  (ISBN 978-2-07-280422-9)Réédition, Gallimard, coll. « Folio policier » no 910, 2021, 304 p. (ISBN 978-2-07-289302-5)
- L’Âme du fusil, Gallimard, coll. « La Noire », 2021, 192 p.  (ISBN 978-2-07-292557-3)Réédition, Gallimard, coll. « Folio policier » no 973, 2022, 192 p. (ISBN 978-2-07-296562-3)

### Essais
- Petit éloge des brunes, Gallimard, coll. « Folio 2€ », 2013, 128 p.  (ISBN 978-2-07-045208-8)

### Anthologie éditée par Elsa Marpeau
- Des crocodiles dans les égouts, et autres légendes urbaines, Flammarion, coll. « Librio », 2006

### Scénarios
- 2011 : Mystère au Moulin Rouge réalisé par Stéphane Kappes
- 2013 : Indiscrétions de Josée Dayan
- 2013 : Odysseus, série télévisée, épisode La démocratie contre les barbares
- 2015 : Mystère à l'Opéra réalisé par Léa Fazer
- 2015 : Le Secret d'Élise réalisé par Alexandre Laurent
- 2015 : Capitaine Marleau de Josée Dayan
- 2016 : Mystère à la Tour Eiffel réalisé par Léa Fazer
- 2017 : Prof T. réalisé par Nicolas Cuche
- 2017 : Mystère place Vendôme par Léa Fazer
- 2017 : Alexandra Ehle
- 2023 : The Nightman de Mélanie Delloye

### Autres ouvrages
- Antigone de Sophocle, Joseph Bousquet, M. Vacquelin et Elsa Marpeau (2005)
- Les Diaboliques de Jules Barbey d'Aurevilly, Marc Robert et Elsa Marpeau (2005)
- Les Onze Mille Verges ou les Amours d'un hospodar de Guillaume Apollinaire (2006)
- Carpe diem : l'art du bonheur selon les poètes de la Renaissance, Librio (2006)

## Prix et distinctions
- 2011 : prix BibliObs/Nouvel Obs et Prix Sang d'Encre des Lycéens
- 2013 : prix du roman policier de la Plume de Cristal au Festival international du film policier de Liège
- 2015 : prix de la meilleure fiction 2015 au Festival de la fiction TV de La Rochelle 2016 pour Le Secret d'Élise réalisé par Alexandre Laurent
- 2016 : prix Transfuge 2015 Festival Polar en Poche de Saint-Maur